# Ефимьев, Степан Иванович
Степа́н Ива́нович Ефи́мьев (? — до 1825) — российский морской военный деятель, капитан 2-го ранга (1818).
В 1785 году зачислен кадетом в Морской корпус. Гардемарин (1790), мичман (май 1792).
В 1790—1796 годах ежегодно плавал в Финском заливе. 24 января 1797 года произведён в лейтенанты флота.
В 1797—1802 годах командовал катером «Ястреб» и галиотами «Гусь» и «Чапура», плавал в Финляндских шхерах. В 1800 году находился у курляндских берегов при описи, за которую получил Монаршее благоволение.
В 1802—1804 годах командуя гардкоутами, плавал по Волге в пределах Саратовской губернии.
В 1805 г. находился при Роченсальмском порте.
В 1806 г. был в кампании у Красной горки.
В 1807 г. был в крейсерстве в Балтийском море у Мемеля.
Участник русско-шведской войны 1808—1809 годов.
В 1808—1810 годах командовал шлюпом «Волхов» и бригом «Гонец», плавал между Або и Аландскими островами.
Произведён в капитан-лейтенанты (3 марта 1810).
В 1811—1814 годах продолжал командовать бригом «Гонец», плавал между Кронштадтом и Свеаборг и перевозил десантные войска на Аланд.
В 1812—1813 годах плавал в составе эскадры адмирала Кроуна к Каттегату, а затем — в составе эскадры адмирала Тета крейсировал у берегов Англии и Голландии.
В 1815 г. находился при Кронштадтском порте.
В 1816—1818 служил при Свеаборгском порте.
За 25 лет выслуги в офицерских чинах награждён орденом Св. Георгия 4-го класса (12 декабря 1817).
Произведён в чин капитана 2-го ранга (26 июля 1818).
В 1820 году командуя фрегатом «Свеаборг», плавал в Балтийском море.
С 17 августа 1821 года — начальник Лодейнопольской верфи.
Выбыл из списков флота до 1825 года.

## Награды
- Орден Святого Георгия 4-й степени (25.12.1817)
- Орден Святой Анны 2-й степени (12.09.1821)